# سياسة تعليم
سياسة التعليم هي المبادئ والقرارات السياسية الحكومية المتعلقة بنطاق التعليم،  بالإضافة إلى مجموعة القوانين والقواعد التي تحكم تشغيل أنظمة التعليم.
ويأخذ التعليم العديد من الأشكال لأغراض متعددة من خلال العديد من المؤسسات. وتشتمل الأمثلة على ذلك على التعليم في مرحلة الطفولة المبكرة وروضة الأطفال حتى الصف الثاني عشر، والكليات أو الجامعات ذات العامين أو الأعوام الأربعة، والتعليم بعد التخرج والتعليم المهني، وتعليم الكبار، والتدريب على الوظائف. وبالتالي، فإن سياسة التعليم يمكن أن تؤثر بشكل مباشر على المرتبطين بالتعليم في كل الأعمار.
وتشتمل الأمثلة على المجالات التي تكون عرضة للجدال في سياسة التعليم، خصوصًا من مجال المدارس، على حجم المدارس وحجم الفصول واختيار المدارس وخصخصة المدارس والتتبع وتعليم واعتماد المعلمين ورواتب المعلمين وأساليب التعليم ومحتويات المناهج ومتطلبات التخرج والاستثمار في البنية التحتية للمدارس والقيم التي يتوقع أن تتحلى بها المدارس وتعلمها لمنتسبيها.
ويعد تحليل سياسة التعليم هو الدراسة العلمية لسياسة التعليم. فهو يهدف إلى الرد على الاستفسارات المتعلقة بغرض التعليم والأهداف (المجتمعية والشخصية) التي يتم تصميمه من أجل التوصل إليها، وأساليب التحصل عليها، والأدوات المستخدمة لقياس مستوى نجاحها أو فشلها. ويتم تنفيذ الأبحاث التي تهدف إلى توفير المعلومات لسياسة التعليم في مجموعة كبيرة من المؤسسات وفي العديد من الأنظمة الأكاديمية. وينتمي الباحثون ذوو الأهمية إلى إدارات علم النفس والاقتصاد وعلم الاجتماع والتنمية البشرية، بالإضافة إلى المدارس ووزارات التعليم أو السياسة العامة. يمكن العثور على مثال على تحليل سياسة التعليم في بعض الدوريات العلمية مثل Education Policy Analysis Archives.